# Triangle de Zooko

Le triangle de Zooko définit les trois propriétés désirées pour un protocole de communication.

Le triangle de Zooko est un diagramme illustrant une théorie inventée par Zooko Wilcox-O'Hearn (en).
Trois caractéristiques sont recherchées lors de la création de protocoles de communication.
Sécuriséun nom ne doit correspondre qu’à un seul et unique élément.
Décentraliséles autorités centralisées ne doivent pas être nécessaires pour déterminer à quel nom correspond quel élément.
Humainement compréhensiblele nom des éléments doit pouvoir avoir un sens et il doit être possible de le retenir.
D’après la théorie de Zooko, un identifiant ne peut réunir que deux de ces propriétés au maximum ; mais il est possible de réunir les trois propriétés dans un système de nommage.
Par exemple, DNSSEC est sécurisé et les adresses peuvent être mémorisables mais il n’est pas décentralisé ; le système de routage en onion est sécurisé et décentralisé mais les adresses ne sont pas humainement compréhensibles ; diaspora* est décentralisé et les pseudonymes des utilisateurs sont humainement compréhensibles mais il est possible d’utiliser le même nom d’utilisateur que quelqu’un sous réserve d’utiliser un pod où il est disponible.

## Solutions
Plusieurs protocoles, dont Namecoin, GNU Name System et Twister, ont été créés dans l’objectif de réunir les trois propriétés.
Nick Szabo a écrit en 1998 un article montrant que les trois propriétés pouvaient être réunies à la condition d’utiliser une méthode d’insensibilité aux pannes.
Aaron Swartz a décrit en janvier 2011 un système utilisant la chaîne de blocs pour attribuer les domaines. Ce système est vulnérable à l’attaque Sybil mais est sécurisé grâce au problème des généraux byzantins.